# César Suárez (Fußballspieler)
César Suárez (* 15. September 1968 in Mexiko-Stadt), auch bekannt unter dem Spitznamen Chispa, ist ein ehemaliger mexikanischer Fußballspieler, der vorwiegend im Mittelfeld agierte.

## Laufbahn
„Chispa“ Suárez begann seine Profikarriere in der Saison 1991/92 beim seinerzeit noch in der Hauptstadt ansässigen Club Atlante und gewann bereits in seiner zweiten Saison 1992/93 mit den Potros die mexikanische Fußballmeisterschaft.
1994 wechselte Suárez zu Deportivo Toluca und kam für die Saison 1996/97 in die Hauptstadt zurück, wo er diesmal für Cruz Azul spielte und mit den Cementeros den Pokalwettbewerb gewann. Anschließend hatte er seine längste Station von 1997 bis zu seinem Karriereende 2001 bei Atlético Celaya.

## Erfolge
- Mexikanischer Meister: 1993 (mit Atlante)
- Mexikanischer Pokalsieger: 1997 (mit Cruz Azul)